# Euoplos festivus
Euoplos festivus là một loài nhện trong họ Idiopidae.
Loài này thuộc chi Euoplos. Euoplos festivus được William Joseph Rainbow & Pulleine miêu tả năm 1918.